# Temporada da Liga ACB de 2023-24
A Temporada da Liga ACB de 2023–24 foi a 41.ª edição da principal competição de basquetebol masculino na Espanha disputada entre 23 de setembro de 2023 a 12 de maio de 2024 (em sua temporada regular). A equipe do FC Barcelona (Barça) defende seu título e busca seu 21º título. 
A empresa espanhola Endesa é a patrocinadora principal da competição e desta forma é quem nomeia a liga como Liga Endesa desde 2011. Seu contrato de patrocínio foi renovado e irá até 2024

## Equipes participantes
Para a temporada 2023-24 há o retorno de MoraBanc Andorra e a estreia do Zunder Palencia, que substituem assim as equipes rebaixadas de Real Betis e Baloncesto Fuenlabrada.
| Clube                  | Localização     | Arena                          | Capacidade |
| ---------------------- | --------------- | ------------------------------ | ---------- |
| Barça                  | Barcelona       | Palau Blaugrana                | 7 585      |
| Baskonia               | Vitoria-Gasteiz | Fernando Buesa                 | 15 716     |
| Bàsquet Girona         | Girona          | Pavelló Girona-Fontajau        | 5 500      |
| Baxi Manresa           | Manresa         | Pavelló Nou Congost            | 5 000      |
| Casademont Zaragoza    | Saragoça        | Príncipe Felipe                | 10 744     |
| Coviran Granada        | Granada         | Palacio de Deportes            | 7 700      |
| Dreamland Gran Canaria | Las Palmas      | Arena Gran Canaria             | 9 870      |
| Joventut Badalona      | Badalona        | Palau Olímpic                  | 12 760     |
| MoraBanc Andorra       | Andorra-a-Velha | Poliesportiu d'Andorra         | 5 000      |
| Lenovo Tenerife        | La Laguna       | Pavilhão Insular               | 5 100      |
| Monbús Obradoiro       | Santiago        | Fontes do Sar                  | 6 000      |
| Real Madrid            | Madrid          | WiZink Arena                   | 13 109     |
| Río Breogán            | Lugo            | Palácio dos Desportos          | 5 310      |
| Surne Bilbao Basket    | Bilbau          | Bilbao Arena                   | 10 014     |
| UCAM Murcia            | Múrcia          | Palacio de Deportes            | 7 454      |
| Unicaja Malaga         | Málaga          | Martín Carpena                 | 10 642     |
| Valencia Basket        | Valência        | Fonte de São Luis              | 8 500      |
| Zunder Palencia        | Palência        | Pabellón Municipal de Deportes | 5 016      |

|  |                                               |
|  | Promovidos da Liga Ouro na temporada anterior |

## Temporada Regular
| Casa\Visitante         | BAR    | BAS     | GIR    | BAX   | CAS    | GRA    | GRC    | JOV    | LEN     | MOR     | MON   | RMB    | RIO   | BIL    | UCM     | UNI    | VAL    | PAL    |
| ---------------------- | ------ | ------- | ------ | ----- | ------ | ------ | ------ | ------ | ------- | ------- | ----- | ------ | ----- | ------ | ------- | ------ | ------ | ------ |
| Barça                  |        | 82-62   | 115-78 | 82-83 | 109-68 | 80-69  | 95-89  | 95-79  | 94-83   | 91-87   | 92-90 | 85-79  | 85-88 | 91-82  | 97-86   | 91-92  | 76-79  | 102-94 |
| Baskonia               | 103-96 |         | 92-96  | 94-86 | 102-94 | 104-88 | 76-88  | 78-81  | 104-100 | 108-95  | 89-79 | 85-99  | 76-74 | 92-72  | 94-79   | 84-93  | 83-74  | 94-82  |
| Bàsquet Girona         | 75-81  | 85-93   |        | 83-84 | 79-89  | 80-61  | 88-64  | 67-82  | 66-79   | 107-104 | 78-77 | 74-93  | 87-83 | 81-68  | 82-76   | 66-76  | 92-88  | 84-86  |
| Baxi Manresa           | 77-87  | 82-90   | 101-87 |       | 81-75  | 90-84  | 78-71  | 102-89 | 73-76   | 90-97   | 76-56 | 88-94  | 83-68 | 90-81  | 83-88   | 77-88  | 98-96  | 92-91  |
| Casademont Zaragoza    | 101-99 | 80-85   | 81-74  | 90-80 |        | 77-84  | 94-101 | 113-83 | 100-106 | 72-76   | 98-79 | 70-79  | 63-61 | 77-63  | 82-76   | 100-92 | 75-85  | 103-96 |
| Coviran Granada        | 61-94  | 81-90   | 91-102 | 92-94 | 78-70  |        | 74-67  | 86-83  | 68-80   | 91-88   | 77-74 | 76-83  | 84-85 | 87-79  | 101-104 | 62-90  | 81-88  | 109-85 |
| Dreamland Gran Canaria | 73-83  | 98-80   | 78-86  | 97-92 | 111-85 | 89-75  |        | 97-79  | 82-94   | 97-92   | 87-80 | 100-77 | 86-60 | 83-75  | 91-80   | 76-69  | 79-71  | 100-73 |
| Joventut Badalona      | 75-93  | 77-72   | 96-90  | 81-83 | 95-84  | 86-80  | 89-75  |        | 96-88   | 84-94   | 78-69 | 73-101 | 78-70 | 81-78  | 75-82   | 85-81  | 80-76  | 89-77  |
| Lenovo Tenerife        | 80-83  | 95-78   | 74-60  | 84-80 | 64-70  | 89-83  | 93-92  | 90-70  |         | 71-53   | 87-92 | 76-82  | 88-81 | 101-84 | 75-73   | 87-86  | 86-94  | 92-71  |
| MoraBanc Andorra       | 108-92 | 85-68   | 93-66  | 86-90 | 85-80  | 88-62  | 77-98  | 79-86  | 66-79   |         | 92-89 | 70-89  | 63-69 | 87-78  | 98-73   | 81-87  | 99-71  | 87-74  |
| Monbús Obradoiro       | 84-89  | 108-95  | 85-79  | 86-94 | 80-72  | 77-94  | 72-81  | 97-71  | 86-97   | 101-89  |       | 74-85  | 83-72 | 77-78  | 79-87   | 78-90  | 75-97  | 84-64  |
| Real Madrid            | 86-79  | 106-100 | 92-79  | 72-83 | 101-70 | 94-80  | 97-71  | 95-92  | 80-78   | 85-76   | 79-69 |        | 91-58 | 95-80  | 106-92  | 93-99  | 83-74  | 91-68  |
| Río Breogán            | 63-79  | 79-88   | 93-75  | 85-89 | 82-77  | 85-79  | 70-77  | 85-77  | 76-54   | 97-92   | 88-90 | 73-80  |       | 68-80  | 74-83   | 65-76  | 59-61  | 73-65  |
| Surne Bilbao Basket    | 68-72  | 82-80   | 80-74  | 74-54 | 86-83  | 94-93  | 81-71  | 92-71  | 93-94   | 95-73   | 72-75 | 84-87  | 68-76 |        | 77-68   | 43-67  | 93-78  | 80-97  |
| UCAM Murcia            | 82-73  | 88-76   | 81-73  | 87-74 | 82-77  | 91-78  | 95-69  | 105-73 | 80-68   | 99-86   | 94-81 | 73-61  | 68-61 | 96-76  |         | 65-88  | 77-85  | 90-77  |
| Unicaja Malaga         | 91-71  | 95-91   | 111-80 | 91-77 | 83-72  | 92-70  | 80-77  | 113-91 | 98-75   | 92-86   | 87-74 | 81-87  | 87-70 | 101-84 | 96-71   |        | 76-82  | 93-69  |
| Valencia Basket        | 71-68  | 111-101 | 85-89  | 84-79 | 76-69  | 75-81  | 79-86  | 83-76  | 98-73   | 86-82   | 85-79 | 99-93  | 88-80 | 79-85  | 83-82   | 63-83  |        | 111-93 |
| Zunder Palencia        | 83-84  | 94-101  | 76-80  | 88-95 | 80-88  | 83-91  | 82-58  | 69-75  | 68-89   | 77-70   | 75-81 | 78-86  | 74-59 | 78-72  | 66-76   | 72-86  | 77-101 |        |

fonte:acb.com

### Classificação Fase Regular
| Pos. | Clube                  | J  | V  | D  | %    | P+    | P-    | SP   | Classificação              |
| ---- | ---------------------- | -- | -- | -- | ---- | ----- | ----- | ---- | -------------------------- |
| 1    | Unicaja Malaga         | 34 | 28 | 6  | 82,4 | 3.016 | 2.627 | 389  | Playoffs                   |
| 2    | Real Madrid            | 34 | 28 | 6  | 82,4 | 3.001 | 2.707 | 294  | Playoffs                   |
| 3    | Barça                  | 34 | 23 | 11 | 67,6 | 2.985 | 2.769 | 216  | Playoffs                   |
| 4    | Valencia Basket        | 34 | 21 | 13 | 61,8 | 2.856 | 2.788 | 68   | Playoffs                   |
| 5    | UCAM Murcia            | 34 | 21 | 13 | 61,8 | 2.829 | 2.735 | 94   | Playoffs                   |
| 6    | Lenovo Tenerife        | 34 | 21 | 13 | 61,8 | 2.845 | 2.760 | 85   | Playoffs                   |
| 7    | Dreamland Gran Canaria | 34 | 20 | 14 | 58,8 | 2.859 | 2.771 | 88   | Playoffs                   |
| 8    | Baxi Manresa           | 34 | 19 | 15 | 55,9 | 2.878 | 2.875 | 3    | Playoffs                   |
| 9    | Baskonia               | 34 | 18 | 16 | 52,9 | 3.008 | 3.004 | 4    |                            |
| 10   | Joventut Badalona      | 34 | 16 | 18 | 47,1 | 2.776 | 2.939 | -163 |                            |
| 11   | MoraBanc Andorra       | 34 | 13 | 21 | 38,2 | 2.884 | 2.894 | -10  |                            |
| 12   | Casademont Zaragoza    | 34 | 13 | 21 | 38,2 | 2.799 | 2.893 | -94  |                            |
| 13   | Surne Bilbao Basket    | 34 | 13 | 21 | 38,2 | 2.677 | 2.777 | -100 |                            |
| 14   | Bàsquet Girona         | 34 | 13 | 21 | 38,2 | 2.754 | 2.914 | -160 |                            |
| 15   | Coviran Granada        | 34 | 11 | 23 | 32,4 | 2.752 | 2.930 | -178 |                            |
| 16   | Río Breogán            | 34 | 11 | 23 | 32,4 | 2.530 | 2.674 | -144 |                            |
| 17   | Monbús Obradoiro       | 34 | 11 | 23 | 32,4 | 2.760 | 2.868 | -108 | Rebaixados para a LEB Ouro |
| 18   | Zunder Palencia        | 34 | 6  | 28 | 17,6 | 2.682 | 2.966 | -284 | Rebaixados para a LEB Ouro |

fonte:acb.com

## Playoffs

### Quartas de final
| Time 1          | Série | Time 2                 | 1º Jogo  | 2º Jogo | 3º Jogo |
| --------------- | ----- | ---------------------- | -------- | ------- | ------- |
| Unicaja Malaga  | 2 - 0 | Baxi Manresa           | 87 - 79  | 86 - 63 | -       |
| Valencia Basket | 1 - 2 | UCAM Murcia            | 86 - 96  |         |         |
| Real Madrid     | 2 - 0 | Dreamland Gran Canaria | 105 - 70 | 73 - 71 | -       |
| Barça           | 2 - 0 | Lenovo Tenerife        | 96 - 86  | 97 - 92 | -       |

### Semifinal
| Time 1         | Série | Time 2      | 1º Jogo | 2º Jogo  | 3º Jogo | 4º Jogo | 5º Jogo |
| -------------- | ----- | ----------- | ------- | -------- | ------- | ------- | ------- |
| Unicaja Malaga | 2 - 3 | UCAM Murcia | 79 - 88 | 83 - 101 | 74 - 66 | 88 - 79 | 70 - 79 |
| Real Madrid    | 3 - 0 | Barça       | 97 - 78 | 104 - 98 | 95 - 92 | -       | -       |

### Final
| Time 1      | Série | Time 2      | 1º Jogo | 2º Jogo | 3º Jogo | 4º Jogo | 5º Jogo |
| ----------- | ----- | ----------- | ------- | ------- | ------- | ------- | ------- |
| Real Madrid | 3 - 0 | UCAM Murcia | 84 - 76 | 79 - 63 | 84 - 73 | -       | -       |

### Premiação
| Liga Endesa 2023-24              |
| Comunidade de Madrid             |
| -------------------------------- |
| Campeão Real Madrid (37° título) |

## Jogador da Semana
| Rod. | Jogador                | Clube                  | Val. | Ref.   |
| ---- | ---------------------- | ---------------------- | ---- | ------ |
| 1    | Markus Howard          | Baskonia               | 32   | [ 26 ] |
| 2    | Džanan Musa            | Real Madrid            | 31   | [ 27 ] |
| 3    | Simon Birgander        | UCAM Murcia            | 32   | [ 28 ] |
| 4    | Chima Moneke           | Baskonia               | 37   | [ 29 ] |
| 5    | Kristian Kullamäe      | Surne Bilbao Basket    | 33   | [ 30 ] |
| 6    | Thomas Scrubb          | Monbús Obradoiro       | 32   | [ 31 ] |
| 6    | Joe Thomasson          | Coviran Granada        | 32   | [ 31 ] |
| 7    | Trae Bell-Haynes       | Casademont Zaragoza    | 32   | [ 32 ] |
| 8    | Nicolás Brussino       | Dreamland Gran Canaria | 34   | [ 33 ] |
| 9    | Ike Iroegbu            | Bàsquet Girona         | 30   | [ 34 ] |
| 10   | Christian Díaz         | Coviran Granada        | 30   | [ 35 ] |
| 11   | Willy Hernangómez      | Barça                  | 36   | [ 36 ] |
| 12   | Melwin Pantzar         | Surne Bilbao Basket    | 32   | [ 37 ] |
| 13   | Jaime Fernández        | Lenovo Tenerife        | 34   | [ 38 ] |
| 14   | Jean Montero           | MoraBanc Andorra       | 32   | [ 39 ] |
| 15   | Chima Moneke (2)       | Baskonia               | 42   | [ 40 ] |
| 16   | Chima Moneke (3)       | Baskonia               | 31   | [ 41 ] |
| 17   | Giorgio Shermadini     | Lenovo Tenerife        | 32   | [ 42 ] |
| 17   | A. J. Slaughter        | Dreamland Gran Canaria | 32   | [ 42 ] |
| 18   | Anžejs Pasečņiks       | Zunder Palencia        | 38   | [ 43 ] |
| 19   | Anžejs Pasečņiks (2)   | Zunder Palencia        | 34   | [ 44 ] |
| 20   | Jean Montero           | MoraBanc Andorra       | 37   | [ 45 ] |
| 21   | Vincent Poirier        | Real Madrid            | 37   | [ 46 ] |
| 22   | Marko Todorović        | UCAM Murcia            | 39   | [ 47 ] |
| 23   | Willy Hernangómez      | Barça                  | 44   | [ 48 ] |
| 24   | Álex Reyes             | Surne Bilbao Basket    | 30   | [ 49 ] |
| 25   | Giorgio Shermadini (2) | Lenovo Tenerife        | 37   | [ 50 ] |
| 26   | Giorgio Shermadini (3) | Lenovo Tenerife        | 38   | [ 51 ] |
| 27   | Vincent Poirier (2)    | Real Madrid            | 32   | [ 52 ] |
| 28   | Chris Jones            | Valencia Basket        | 37   | [ 53 ] |
| 29   | Giorgio Shermadini (4) | Lenovo Tenerife        | 43   | [ 54 ] |
| 30   | Ante Tomic             | Joventut Badalona      | 34   | [ 55 ] |
| 31   | Tadas Sedekerskis      | Baskonia               | 36   | [ 56 ] |
| 32   | Khem Birch             | Bàsquet Girona         | 30   | [ 57 ] |
| 33   | Vanja Marinković       | Baskonia               | 39   | [ 58 ] |
| 34   | Jean Montero           | MoraBanc Andorra       | 47   | [ 59 ] |

### MVP por mês
| Mês       | Jogador            | Clube                  | Ref  |
| 2023      | 2023               | 2023                   | 2023 |
| --------- | ------------------ | ---------------------- | ---- |
| Setembro  | Džanan Musa        | Real Madrid            | 22,3 |
| Outubro   | Walter Tavares     | Real Madrid            | 23,3 |
| Novembro  | Nicolás Brussino   | Dreamland Gran Canaria | 26,8 |
| Dezembro  | Chima Moneke       | Baskonia               | 25,4 |
| 2024      |                    |                        |      |
| Janeiro   | Giorgio Shermadini | Lenovo Tenerife        | 24,3 |
| Fevereiro | Marko Todorović    | UCAM Murcia            | 29,0 |
| Março     | Giorgio Shermadini | Lenovo Tenerife        | 22,4 |
| Abril     | Jean Montero       | MoraBanc Andorra       | 23,5 |
| Maio      | Artem Pustovyi     | MoraBanc Andorra       | 22,3 |

## Rebaixamento
Por critério de mérito desportivos foram rebaixados para a LEB Ouro na próxima temporada as seguintes equipes:
- Zunder Palencia[69]
- Monbús Obradoiro[70]

## Supercopa Endesa 2023 - Murcia
|  | Semifinal                                      | Semifinal      |    |  | Final                                          | Final |  |
|  |                                                |                |    |  |                                                |       |  |
|  | 16 de Setembro – Palacio de Deportes de Murcia |                |    |  |                                                |       |  |
|  | Barça                                          | 80             |    |  |                                                |       |  |
|  | Real Madrid                                    | 90             |    |  |                                                |       |  |
|  |                                                |                |    |  |                                                |       |  |
|  |                                                |                |    |  | 17 de Setembro – Palacio de Deportes de Murcia |       |  |
|  |                                                |                |    |  | Real Madrid                                    | 88    |  |
|  |                                                | Unicaja Malaga | 81 |  |                                                |       |  |
|  |                                                |                |    |  |                                                |       |  |
|  |                                                |                |    |  |                                                |       |  |
|  |                                                |                |    |  |                                                |       |  |
|  | 16 de Setembro – Palacio de Deportes de Murcia |                |    |  |                                                |       |  |
|  | UCAM Murcia                                    | 74             |    |  |                                                |       |  |
|  | Unicaja Malaga                                 | 79             |    |  |                                                |       |  |

### Premiação
| Supercopa Endesa 2023 (Múrcia)   |
| Comunidade de Madrid             |
| -------------------------------- |
| Campeão Real Madrid (10° título) |

MVP  2023 -  Facundo Campazzo

## Copa do Rei - Málaga 2024
|  | Quartas de final      | Quartas de final      | Quartas de final |       |                        | Semifinais  | Semifinais | Semifinais |  |  | Final                | Final       | Final |
|  |                       |                       |                  |       |                        |             |            |            |  |  |                      |             |       |
|  |                       |                       |                  |       |                        |             |            |            |  |  |                      |             |       |
|  | Comunidade de Madrid  | Real Madrid           | 84               |       |                        |             |            |            |  |  |                      |             |       |
|  | Região de Múrcia      | UCAM Murcia           | 79               |       |                        |             |            |            |  |  |                      |             |       |
|  | Região de Múrcia      | UCAM Murcia           | 79               |       | Comunidade de Madrid   | Real Madrid | 95         |            |  |  |                      |             |       |
|  |                       |                       |                  |       | Comunidade de Madrid   | Real Madrid | 95         |            |  |  |                      |             |       |
|  |                       | Comunidade Valenciana | Valencia Basket  | 76    |                        |             |            |            |  |  |                      |             |       |
|  | Ilhas Canárias        | Comunidade Valenciana | Valencia Basket  | 76    | Dreamland Gran Canaria | 81          |            |            |  |  |                      |             |       |
|  | Ilhas Canárias        |                       |                  |       | Dreamland Gran Canaria | 81          |            |            |  |  |                      |             |       |
|  | Comunidade Valenciana | Valencia Basket       | 89               |       |                        |             |            |            |  |  |                      |             |       |
|  |                       |                       |                  |       |                        |             |            |            |  |  | Comunidade de Madrid | Real Madrid | 96    |
|  |                       |                       | Catalunha        | Barça | 85                     |             |            |            |  |  |                      |             |       |
|  | Catalunha             | Barça                 | 102              |       |                        |             |            |            |  |  |                      |             |       |
|  | Catalunha             | BAXI Manresa          | 91               |       |                        |             |            |            |  |  |                      |             |       |
|  | Catalunha             | BAXI Manresa          | 91               |       | Catalunha              | Barça       | 108        |            |  |  |                      |             |       |
|  |                       |                       |                  |       | Catalunha              | Barça       | 108        |            |  |  |                      |             |       |
|  |                       | Ilhas Canárias        | Lenovo Tenerife  | 76    |                        |             |            |            |  |  |                      |             |       |
|  | Andaluzia             | Ilhas Canárias        | Lenovo Tenerife  | 76    | Unicaja Málaga         | 83          |            |            |  |  |                      |             |       |
|  | Andaluzia             |                       |                  |       | Unicaja Málaga         | 83          |            |            |  |  |                      |             |       |
|  | Ilhas Canárias        | Lenovo Tenerife       | 91               |       |                        |             |            |            |  |  |                      |             |       |

### Premiação
| Copa del Rey 2024 (Málaga)       |
| Comunidade de Madrid             |
| -------------------------------- |
| Campeão Real Madrid (29° título) |

MVP da competição:  Facundo Campazzo

## Clubes espanhóis em competições europeias
| Clube             | Competição        | Resultado                                                                                       |
| ----------------- | ----------------- | ----------------------------------------------------------------------------------------------- |
| Real Madrid       | EuroLiga          | Finalista - derrotado por Panathinaikos BC (80 - 95)                                            |
| Barça             | EuroLiga          | Eliminado - nas quartas de finais para Olympiacos BC (2 - 3; 75-77, 77-69, 82-80, 58-92, 59-63) |
| Baskonia          | EuroLiga          | Eliminado - nas quartas de finais para Real Madrid (0 - 3; 74-90, 90-101, 98-102)               |
| Valencia Basket   | EuroLiga          | Eliminado - como 13º colocado na temporada regular com 14v - 20d                                |
| Joventut Badalona | EuroCopa          | Eliminado - nas quartas de finais para Paris Basketball por (70 - 86)                           |
| Gran Canaria      | EuroCopa          | Eliminado - nas oitavas de finais para Beşiktaş Istambul por (78 - 80)                          |
| Unicaja Malaga    | Liga dos Campeões | Campeão                                                                                         |
| Lenovo Tenerife   | Liga dos Campeões | Finalista - derrotado por Unicaja Malaga (75 - 80)                                              |
| UCAM Murcia       | Liga dos Campeões | Terceiro colocado                                                                               |
| Río Breogán       | Liga dos Campeões | Eliminado - nos Play-ins para Pınar Karşıyaka (1 - 2:85-89,80-73 e 76-86)                       |
| Monbus Obradoiro  | Liga dos Campeões | Eliminado - na fase classificatória para Strasbourg IG por 78 - 82                              |